# Typestus sulcatus
Typestus sulcatus is een hooiwagen uit de familie Trionyxellidae.